# Редар, Лавен
Лавен Редар (швед. Lawen Redar; род. 29 сентября 1989, Сундбюберг, Стокгольм) — шведский политический деятель. Член Социал-демократической рабочей партии Швеции. Депутат риксдага с 3 октября 2014 года.

## Биография
Родилась в 1989 году. Её родители — курды, переехавшие в Швецию в 1980-х годах из Ирака и Ирана. Её сестра Эвин Редар (Evyn Redar) — ведущая Шведского радио.
В 2008 году окончила гимназию в Стокгольме. В 2017 году получила степень магистра права (Jur.kand.) Стокгольмского университета.
С 2010 года работала организатором досуга, а затем руководителем проекта в благотворительной организации «Стокгольмская городская миссия» (Stockholms stadsmission). В 2012—2013 годах работала руководителем проекта в организации Rädda Barnen, занимающейся защитой прав детей, — шведском отделении Save the Children.
С 3 октября 2014 года замещала в риксдаге Стефана Лёвена, избранного премьер-министром Швеции. 30 сентября 2015 года стала депутатом риксдага от коммуны Стокгольм после того, как парламент покинула Вероника Пальм. Являлась членом Комитета по правовым вопросам, Комитета по делам Европейского союза и Комитета по культуре. По результатам парламентских выборов 2018 года избрана депутатом риксдага в коммуне Стокгольм, получила 1213 голосов. Стала членом Комитета по культуре. Третий заместитель председателя Комитета по культуре с 2019 года.